# Jan Zwartendijk
Jan Zwartendijk (Rotterdam, 29 luglio 1896 – Eindhoven, 14 settembre 1976) è stato un diplomatico e dirigente d'azienda olandese.
Come direttore degli stabilimenti Philips in Lituania e console part-time del governo olandese in esilio, supervisionò la stesura di 2.345 visti per Curaçao per salvare gli ebrei dall'Olocausto durante la seconda guerra mondiale. Nel 1997 Yad Vashem lo ha riconosciuto come Giusto tra le nazioni.

## Attività nella seconda guerra mondiale
Nel 1939 fu nominato direttore della filiale di produzione lituana della Philips.
Quando l'Unione Sovietica conquistò la Lituania nel 1940, alcuni ebrei olandesi residenti in Lituania si avvicinarono a Zwartendijk per ottenere un visto per le Indie olandesi. Egli accettò di aiutarli con il permesso del suo superiore, l'ambasciatore in Lettonia LPJ de Decker. In seguito la voce si sparse e anche gli ebrei che erano fuggiti dalla Polonia occupata dai tedeschi cercarono la sua assistenza.
L'ambasciatore De Dekker era stato incoraggiato da una richiedente ebrea a scrivere una dichiarazione sul suo visto in cui affermava che l'ingresso a Curaçao nelle Indie occidentali non richiedeva un visto, omettendo così la parte relativa alla richiesta del permesso del governatore di Curaçao. Zwartendijk seguì l'esempio e in pochi giorni, con l'ausilio dei suoi aiutanti, produsse oltre 2 000 visti per ebrei a Curaçao.
I rifugiati avvicinarono anche Chiune Sugihara, un console giapponese, che diede loro dei visti di transito attraverso il Giappone, andando contro la disapprovazione del proprio governo. Questo diede a molti rifugiati l'opportunità di lasciare la Lituania per l'Estremo Oriente attraverso la ferrovia Transiberiana.
Nelle tre settimane successive al 16 luglio 1940, Zwartendijk compilò 2.345 visti de facto a Curaçao e alcuni ebrei ne copiarono di più. Molti di coloro che furono aiutati da lui lo conoscevano solo come "Mr Philips Radio". Il 3 agosto 1940, dopo l'annessione della Lituania da parte dell'Unione Sovietica, l'ufficio Philips di Zwartendijk fu chiuso, come pure le ambasciate e i consolati a Kaunas. Tornò quindi nei Paesi Bassi occupati per lavorare nel quartier generale della Philips a Eindhoven fino al suo pensionamento. Non parlò mai di quanto accaduto.
Zwartendijk morì a Eindhoven nel 1976.

## Riconoscimenti
Nel 1996, Boys Town Jerusalem, un orfanotrofio e una scuola di formazione professionale di Gerusalemme, onorò Zwartendijk in una cena tributo a New York City e annunciò l'istituzione del Premio Jan Zwartendijk per l'Etica e i Valori umanitari. Da allora il premio è stato conferito ad altri salvatori dell'epoca dell'Olocausto, tra cui il presidente Manuel Luis Quezon e il popolo della Repubblica delle Filippine.
Nel 1997, Yad Vashem ha conferito il titolo Giusto tra le nazioni a Zwartendijk. Il 10 settembre 2012 è stato insignito della Life Saving Cross della Repubblica di Lituania, una decorazione per premiare le persone che, nonostante il pericolo per la loro vita, hanno tentato di salvare la vita. Nel giugno 2018, un monumento a Zwartendijk è stato inaugurato a Laisvės alėja, Kaunas dal re Willem-Alexander dei Paesi Bassi e dalla presidente Dalia Grybauskaitė.

## Cultura popolare
Nel romanzo The Amazing Adventures of Kavalier & Clay di Michael Chabon il protagonista Josef Kavalier riceve i visti da un "console olandese a Kovno che rilasciava follemente visti per Curaçao, di concerto con un funzionario giapponese che avrebbe concesso i diritti di transito" (p. 65), menzionando implicitamente Zwartendijk e Chiune Sugihara, anche se il romanzo non menziona questi uomini per nome.
Zwartendijk è anche presente nel film biografico giapponese di Sugihara, Persona Non Grata.